# Toto (álbum)
Toto es el primer álbum de la banda estadounidense Toto. Fue lanzado al mercado en 1978 e incluye los sencillos "Hold the Line", "I'll Supply The Love" y "Georgy Porgy". Toto llegó a la novena posición en lista Billboard de Álbumes Pop y ocupa el puesto 16 entre los mejores discos de 1978.

## Historia
Jeff Porcaro y David Paich, dos grandes amigos en el instituto que colaboraban con otros músicos como Steely Dan deciden formar su propia banda; es así como contactan a Steve Lukather y Steve Porcaro con los que compartieron y tocaron en la secundaria, a la nómina se integra David Hungate otro músico de sesión que colaboró junto a Jeff y David, ambos consideraban que David Hungate era un gran bajista, pero faltaba alguien que produciese la profundidad de las armonías vocales y la amplitud de la actuación musical en vivo, es así como se integra un cantante de Luisiana, Bobby Kimball.
Al principio se llamaron Still life, aunque no tardaron demasiado en cambiarse a Toto, nombre sobre el que suelen bromear cuando les preguntan por su significado.

### Razón del nombre
Tras la formación de la banda los miembros se reúnen en un estudio para comenzar a grabar su álbum debut, David Paich llega al estudio con la letra de las canciones de su álbum homónimo;  los ingenieros usaron este nombre con la razón de identificarlas fácilmente. Al terminar por completo las grabaciones y al no tener nombre para la banda, tuvieron que elegir el nombre. Bobby Kimball sugiere el nombre Toto porque ese nombre aparecía en todas las cintas de grabación, luego los miembros comenzaron a analizar en profundidad el nombre; David Hungate agrega que toto en latín significa "todo" o "abarca todo", además Jeff Porcaro agrega somos "como una cazuela" que experimenta con variados alimentos, es decir, con variados estilos musicales; el nombre gustó a todos menos a Lukather; es así como el primer álbum y la banda se llaman Toto.

## Sencillos
De este álbum, se extrajo el primer sencillo, "Hold the Line" (todo un clásico) compuesta por David Paich, al igual que la mayoría de las canciones de este álbum. Este primer sencillo se colocó rápidamente en el número 5 en Estados Unidos al poco tiempo de salir a la venta. Este disco debut, fue grabado en el estudio 55 en California y vendió un millón de copias.
En marzo de ese mismo año sale el sencillo "I'll Supply the Love". En Inglaterra, Francia y Europa en general empezaba a escucharse Toto y el álbum empezó a venderse. Por ello el grupo no tardó en visitar Europa.
Posteriormente salió un tercer sencillo, "Georgy Porgy", que tuvo la colaboración de Cheryl Lynn, una cantante de prestigio de la música soul. Por todo esto, Toto fue nominado ese mismo año para los premios Grammy como "mejor banda nueva".

## Géneros musicales
Los géneros musicales de este disco son una mezcla entre arena rock, pop rock y jazz fusion. El arena rock se encuentra presente en la canción "Hold the Line", mezclado con un poco del pop rock. El pop rock predomina en la mayoría de las canciones con un poco de arena rock, como por ejemplo "I'll Supply the Love", "Rockmaker" y "Manuela Run". El jazz fusion predomina en pocas canciones con pocos de rock progresivo, como "Georgy Porgy", "You Are The Flower" y "Takin' It Back". Además aparece el rock progresivo en las canciones "Girl Goodbye" y "Angela", con pocos de arena rock. La canción "Child's Anthem" tiene arena rock con jazz fusion.

## Lista de canciones
| N.º   | Título                 | Escritor(es)  | Voces Principales | Duración |  |
| 1.    | «Child's Anthem»       | David Paich   |                   | 2:46     |  |
| 2.    | «I'll Supply the Love» | David Paich   | Bobby Kimball     | 3:46     |  |
| 3.    | «Georgy Porgy»         | David Paich   | Steve Lukather    | 4:09     |  |
| 4.    | «Manuela Run»          | David Paich   | David Paich       | 3:54     |  |
| 5.    | «You Are The Flower»   | Bobby Kimball | Bobby Kimball     | 4:11     |  |
| 6.    | «Girl Goodbye»         | David Paich   | Bobby Kimball     | 6:13     |  |
| 7.    | «Takin' It Back»       | Steve Porcaro | Steve Porcaro     | 3:47     |  |
| 8.    | «Rockmaker»            | David Paich   | David Paich       | 3:19     |  |
| 9.    | «Hold the Line»        | David Paich   | Bobby Kimball     | 3:56     |  |
| 10.   | «Angela»               | David Paich   | Lukather y Paich  | 4:45     |  |
| 40:46 |                        |               |                   |          |  |

## Personal
- David Hungate: Bajo
- Bobby Kimball: Coros y voz principal en pistas 2, 5, 6 y 9
- Steve Lukather: Guitarras, coros y voz principal en pistas 3 y 10
- Jeff Porcaro: Batería
- David Paich: Piano eléctrico, sintetizadores, coros y voz principal en pistas 4, 8 y 10
- Steve Porcaro: Sintetizadores, coros y voz principal en " Takin' It Back"

## Sencillos
- Hold the Line / Takin' It Back
- I'll Supply the Love / You Are the Flower
- Georgy Porgy / Child's Anthem
- Rockmaker / Child's Anthem